# Znečištění

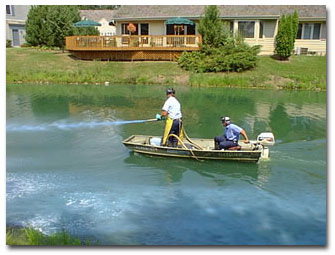
Významným polutantem ve vodách jsou pesticidy

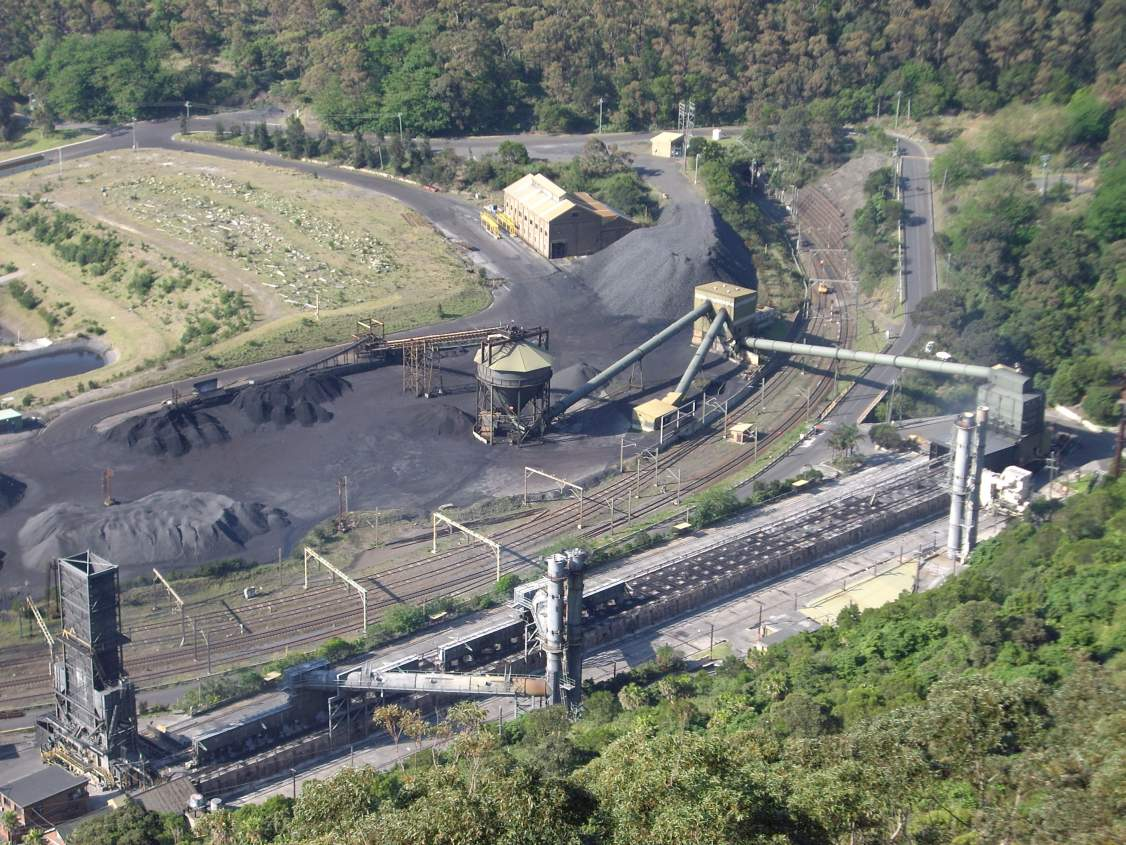
Uhelná elektrárna v Austrálii. Spalováním uhlí vzniká oxid uhličitý spolu s různým množstvím oxidu siřičitého.

Znečištění je ekologická újma, která znamená uvolnění environmentálních kontaminantů do přírodního prostředí. V zákoně o životním prostředí je definováno jako: "Vnášení takových fyzikálních, chemických nebo biologických činitelů do životního prostředí v důsledku lidské činnosti, které jsou svou podstatou nebo množstvím cizorodé pro dané prostředí."

## Typy znečištění
Mezi hlavní typy znečištění patří:
- Znečištění vzduchu – vypouštění částic chemikálií do atmosféry. Mezi typické znečišťující látky patří oxid uhelnatý, oxid uhličitý, oxid siřičitý, freony, polyaromatické uhlovodíky nebo oxidy dusíku. Mezi zdroje znečištění patří průmysl (bodové zdroje), lidská sídla (plošné zdroje) a dopravní prostředky (liniové zdroje).
- Znečištění vody – povrchovým odtokem a prosakováním do podzemní vody, Mezi typické polutanty patří pesticidy, rozpouštědla, průmyslová hnojiva atd.
- Kontaminace půdy – znečištěním povrchu půdy, nebo porušením podzemních nádrží. Mezi nejvýznamnější látky, znečišťující půdu patří polyaromatické uhlovodíky, těžké kovy jako rtuť, chróm, olovo nebo kadmium, MTBE, herbicidy, pesticidy a chlorované uhlovodíky,
- Kontaminace potravin – znehodnocení potravin látkami jakou jsou např. pesticidy, dioxiny, polychlorované bifenyly,
- Radioaktivní znečištění – bylo zjištěno díky pokrokům atomové fyziky ve 20. století,
- Hlukové znečištění – hluk z pozemních komunikací, hluk letadel a průmyslu,
- Světelné znečištění – nadužívání světelných zdrojů a přesvětlování interiérů,
- Snížení estetické hodnoty – obvykle výskyt objektů jako vedení vysokého napětí, billboardy podél silnic, narušený reliéf (pozůstatky povrchové těžby), povrchové skládky odpadu apod.,
- Tepelné znečištění – změny teploty vodních těles způsobené lidským vlivem, např. výpusti chladicí vody jaderných elektráren.

Znečištění prostředí je příčinou značného počtu lidských úmrtí. Znečištění toxickými látkami je největší v chudých zemích.

## Znečištění v EU
Evropská komise roku 2020 zveřejnila strategii pro udržitelnost v oblasti chemických látek usilující o prostředí bez toxických látek. Roku 2021 přijala Akční plán EU: „Vstříc nulovému znečištění ovzduší, vod a půdy.“ Tohoto cíle má být dosaženo do roku 2050, přičemž jsou stanoveny přechodné cíle do roku 2030. Tato ambiciózní reforma ale zatím neprošla.